# Ładunek miotający

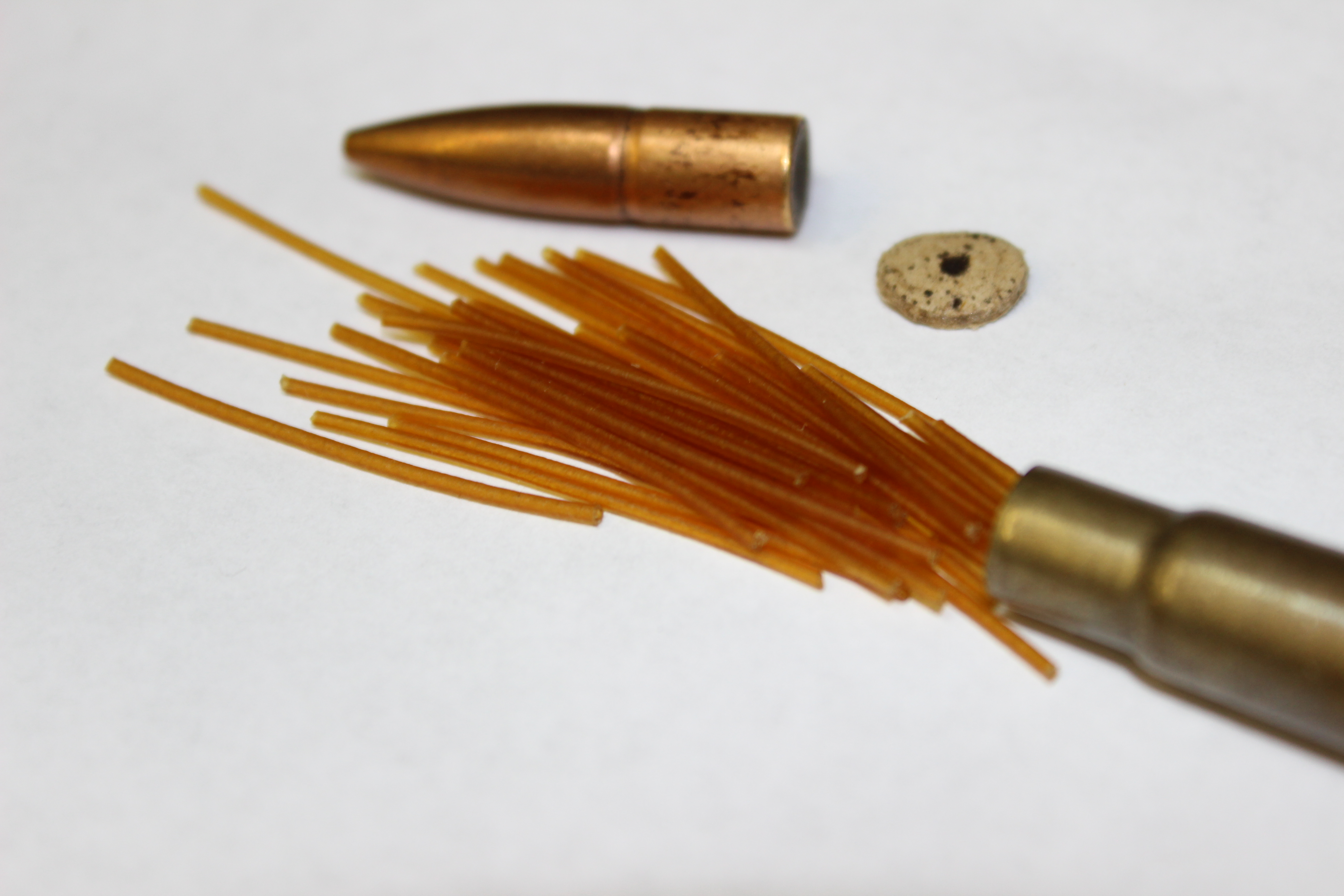
Ładunek kordytu w naboju .303 British

Ładunek miotający – ściśle określona ilość wybuchowego materiału miotającego (np. prochu czarnego lub prochu bezdymnego), wykorzystana do oddania strzału (miotania pocisku) z broni palnej. 
Podczas spalania ładunku miotającego w przewodzie lufy powstają gazy prochowe, których ciśnienie powoduje ruch pocisku wzdłuż osi lufy. Ładunek miotający umieszczony jest w łusce naboju, lub bezpośrednio w komorze nabojowej w woreczkach z tkaniny lub w postaci wyprasek. Może występować również w postaci płynnej w ilości potrzebnej do oddania jednego strzału. Jest niezbędną częścią naboju broni palnej. Oprócz prochu ładunki zawierać mogą również dodatki innych substancji chemicznych takich jak: podsypka prochowa, przyćmiewacz płomienia, odmiedzacz i flegmatyzator. Ładunki mogą być stałe (w nabojach scalonych) i zmienne – w nabojach składanych, które składają się z ładunku podstawowego i o różnej masie kompletu ładunków dodatkowych w woreczkach odpowiednio oznakowanych. Dobieranie masy ładunku zmiennego odbywa się przed załadowaniem broni odpowiednio do odległości strzelania. Stosowanie takich ładunków zwiększa trwałość lufy.